# Sergio Frusoni
Sérgio Frusoni(Mindelo, 10 d'agost de 1901 - Lisboa, 29 de maig de 1975) fou un escriptor i poeta capverdià, un dels promotors literaris del crioll de São Vicente.

## Biografia
Era fill d'immigrants italians, el 1925 començà a treballar per a la Western Union i més tard per a Italcable. El 1947, passà a gestionar el "Café Sport" de Mindelo, on recitava poemess i contes en crioll.
En la dècada del 1960 liderà el grup de teatre "Teatro do Castilho" a Mindelo. Durante anys fou locutor a Rádio Barlavento, on hi dirigia i presentava el programa "Mosaico Mindelense", em crioll.
Frusoni va escriure molts contes i poemes en crioll de São Vicente (Criol d' Soncente). És molt conegut a l'arxipèlag de Cap Verd, però és pràcticament desconegut a l'estranger. AL final de la seva vida, Sérgio Frusoni també va ser pintor. Va morir a Lisboa el maig de 1975. El 7 de juny de 2005 el president de Cap Verd Pedro Pires organitzà un homenatge a Sergio Frusoni i el va declarar com un dels més grans poetes criolls.
Per Corsino Fortes (Paralelo14 Arxivat 2011-05-25 a Wayback Machine.: quinta-feira, 07 julho 2005), Sergio Frusoni "va col·locar la dona en el centre de la seva poesia, presentant-la com la fidel depositária de la perpetuació de l'espècie i propietària del poder de resoldre tots els problemes, però sempre amb dignitat".

## Obres

### Poemes en criol de Sãocent
- Contrabónde, Um vêz Sanvcênt era sábe (morna), Pracinha, Era um vêz um coquêr, Presentaçôm,[3] Pa diante ê qu’ê camin, Flôr de Béla Sómbra, Fonte de nha Sôdade, Lembróme, Mnine d' Sanvicente, Programa para meninos, Marí Matchim, Diante de mar de Sanvicente, Sanvcênte já cabá na nada, Sê Brinque, Carta d'Angola, Nha Chica Arxivat 2006-03-14 a Wayback Machine., Temp d' Canequinha
- Soneto em crioulo dedicado ao Dr. Francisco Regala Arxivat 2011-05-25 a Wayback Machine.

### Poemes en portuguès
- In Mortis, À Sogra, Na Hora X, A Marmita, Ansias, A joia do artífice

## Publicacions
- Poemes "Fonte de nha Sôdade[Enllaç no actiu]" i "Tempe Félix" en crioll de São Vicente a Claridade - Revista de Arte e Letras; n.º 9; 1966
- "Textos Crioulos Cabo-Verdianos" a Miscelânea Luso-Africana, coord. Marius F. Valkhoff, 1975
- "Contrabónde", conte a Miscelânea Luso-Africana, coord. Marius F. Valkhoff, 1975
- Vangêle Contód d'nôs Móda, traducció de la versió llatina del Nou Testament de Bartolomeo Rossetti per a crioll de São Vicente, 1979
- A Poética de Sérgio Frusoni: Uma Leitura Antropológica, col·lecció de poemes en crioll de São Vicente amb traducció al portuguès, coord. Mesquitela Lima, 1992

## Teatre
- Cuscujada - de Sérgio Frusoni